# Home Nations Championship 1902
Home Nations Championship 1902 – dwudziesta edycja Home Nations Championship, mistrzostw Wysp Brytyjskich w rugby union, rozegrana pomiędzy 11 stycznia a 15 marca 1902 roku. W turnieju zwyciężyła Walia, która pokonała wszystkich rywali i tym samym zdobyła Triple Crown.
Zgodnie z ówczesnymi zasadami punktowania przyłożenie i karny były warte trzy punkty, podwyższenie dwa, natomiast pozostałe kopy cztery punkty.

## Mecze
| 11 stycznia 1902 | Anglia                                       | 8:9(8:3) | Walia                                | Rectory Field, Blackheath Sędzia: Rupert Jeffares |
| 11 stycznia 1902 | Dobson 3 (P) Robinson 3 (P) Alexander 2 (pd) | 8:9(8:3) | Gabe 3 (P) Osborne 3 (P) Jones 3 (K) | Rectory Field, Blackheath Sędzia: Rupert Jeffares |

| 1 lutego 1902 | Walia                                     | 14:5 | Szkocja                      | Cardiff Arms Park, Cardiff Sędzia: P. Gilliard |
| 1 lutego 1902 | Gabe 6 (2P) Llewellyn 6 (2P) Jones 2 (pd) | 14:5 | Welsh 3 (P) Gillespie 2 (pd) | Cardiff Arms Park, Cardiff Sędzia: P. Gilliard |

| 8 lutego 1902 | Anglia                       | 6:3(3:0) | Irlandia       | Welford Road, Leicester Widzów: 20 000 Sędzia: Robin Welsh |
| 8 lutego 1902 | Coopper 3 (P) Williams 3 (P) | 6:3(3:0) | Gardiner 3 (P) | Welford Road, Leicester Widzów: 20 000 Sędzia: Robin Welsh |

| 22 lutego 1902 | Irlandia                  | 5:0 | Szkocja | Balmoral Showgrounds, Belfast Sędzia: A. Hill |
| 22 lutego 1902 | Doran 3 (P) Corley 2 (pd) | 5:0 |         | Balmoral Showgrounds, Belfast Sędzia: A. Hill |

| 8 marca 1902 | Irlandia                                                    | 0:15 | Walia | Lansdowne Road, Dublin Widzów: 12 000 Sędzia: James Findlay |
| 8 marca 1902 | Llewellyn 3 (P) Lloyd 3 (P) Nicholls 6 (P, dg) Brice 2 (pd) | 0:15 |       | Lansdowne Road, Dublin Widzów: 12 000 Sędzia: James Findlay |

| 15 marca 1902 | Szkocja    | 3:6(0:6) | Anglia                      | Inverleith, Edynburg Widzów: 20 000 Sędzia: F.M. Hamilton |
| 15 marca 1902 | Fell 3 (P) | 3:6(0:6) | Taylor 3 (P) Williams 3 (P) | Inverleith, Edynburg Widzów: 20 000 Sędzia: F.M. Hamilton |

## Inne nagrody
- Triple Crown –  Walia (po pokonaniu wszystkich rywali)
- Calcutta Cup –  Anglia (po zwycięstwie nad Szkocją)
- Drewniana łyżka –  Szkocja (za zajęcie ostatniego miejsca w turnieju)